# Voivodia de Bracław
Voivodia de Bracław (polonês: województwo bracławskie, latim: Palatinatus braclaviensis) foi uma unidade da divisão administrativa e governo local no Grão-Ducado da Lituânia desde o século XIV até 1566 e do Reino da Polônia de 1566 até as partições da Polônia em 1795. Juntamente com a voivodia de Podole formava a província histórica da Podolia. Hoje a região pertence à Ucrânia.

## Governo municipal
Sede do governo da voivodia(wojewoda):
- Bracław

Conselho regional (sejmik generalny) para todas as terras rutenas
- Sądowa Wisznia

Sede do Conselho regional (sejmik poselski i deputacki):
- Winnica

## Divisões administrativas
- Condado de Bracław (powiat bracławski),  Bracław
- Condado de Winnica (powiat winnicki),  Winnica

## Voivodas
- Stanisław "Rewera" Potocki (de 1631 a 1636)
- Andrzej Potocki (desde 1662)
- Stanisław Lubomirski (desde 1764)

## Voivodias e regiões vizinhas
- Voivodia de Podole
- Voivodia de Quieve
- Jedysan
- Moldávia